# Bathyphantes latescens
Bathyphantes latescens är en spindelart som först beskrevs av Chamberlin 1919.  Bathyphantes latescens ingår i släktet Bathyphantes och familjen täckvävarspindlar. Inga underarter finns listade.